# Лавриненко Станіслав Іванович
Лавриненко Станіслав Іванович (нар. 29 вересня 1947, Краматорськ) — трубач, педагог. Закінчив Донецьку консерваторію (1977, клас труби). У 1960-1980-х грав в естрадних ансамблях і оркестрах у ресторанах і ПК Новокраматорська й Донецька, водночас виступав у Липецькій (1975) і Архангельській (1976, обидві — РФ) філармоніях, Таджикдержконцерті (1975-1976). 1990-1993 грав у біґ-бенді Донецького музичного училища п/к В. Абашидзе. Від 1995 — керівник квінтету, з 1997 — ансамблі Донецької філармонії.
Від 1979 — викладач Донецького музичного училища по класу труби. Брав участь у донецькому фестивалі із квінтетом А. Сажнева (1971), ансамблем О. Кичигіна (1979), із власним ансамблем. «Донбас — 67» (1987). Виступав у Владимирі (РФ) з ансамблем В. Абашидзе (1993), у Польщі (1993—95). Учасник «Меморіалу Майлза Девіса» (Краків, Польща, 1993-94).

## Дискографія
- Грамплатівка І-Р «„Донецк — 118“. 10-й джазовий фестиваль в Донецке». — М.: Мелодия, 1987. — С90-27905-001.